# ابرمانورپذیری

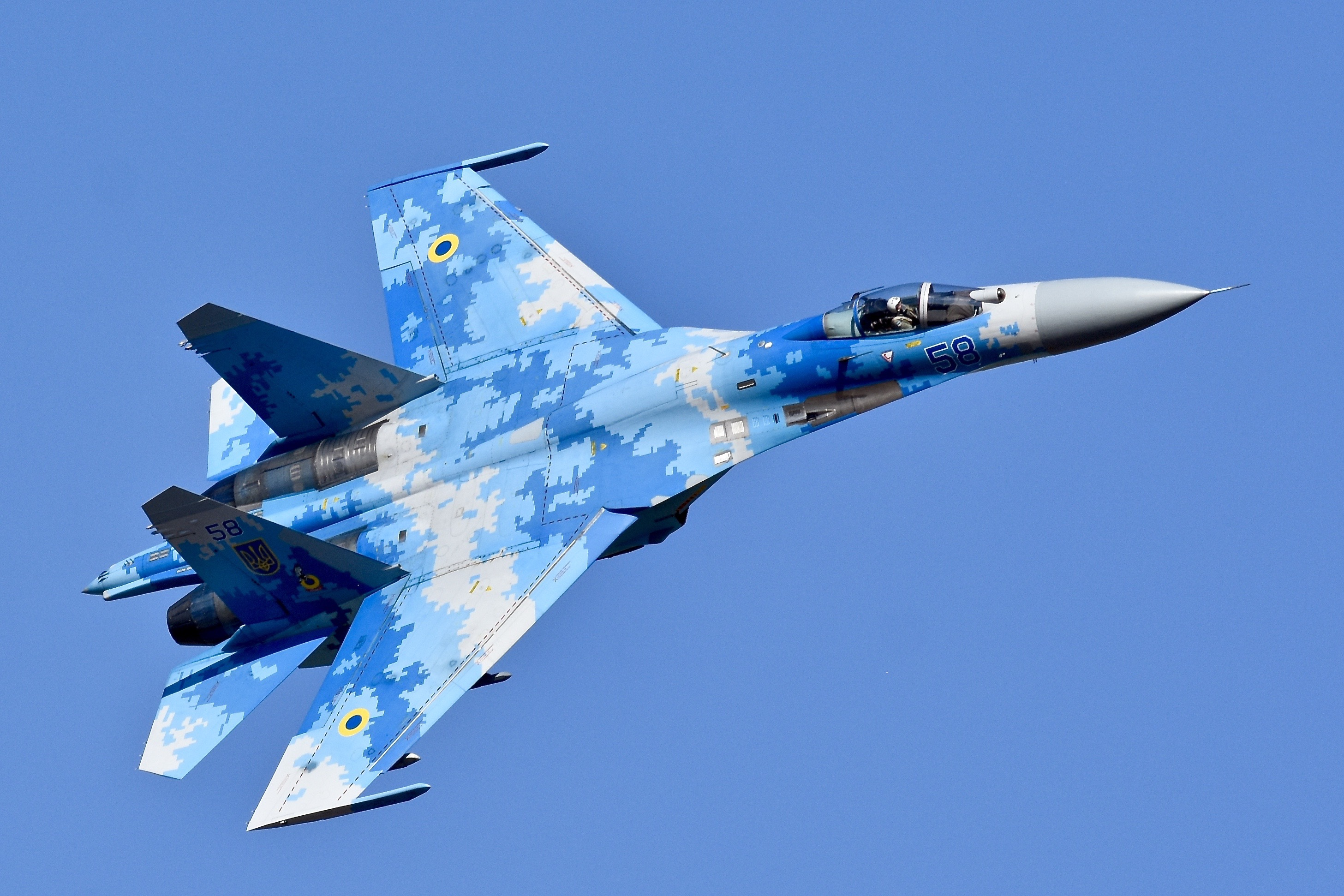
سوخو-۲۷ نیروی هوایی اوکراین

اَبَرچابکی یا ابرمانورپذیری (به انگلیسی: Supermaneuverability) یک توانایی در برخی هواپیماهای جنگنده است که یک هواپیمای معمولی با ابزار سنتی توانایی انجام آن را ندارد. با بهره‌گیری از فناوری جهت‌دهی رانش این توانایی برای خلبان فراهم می‌شود. چنین میزان چابکی موجب می‌شود که خلبان بتواند هواپیمای خود را به جهتی خاص سُر بدهد و با تغییر دادن دینامیک پرواز بتواند زاویهٔ حملهٔ خود را عوض کند. این توانایی برای نخستین بار در سال ۱۹۷۵ به دست ایالات متحده آمریکا معرفی شد که در جنگندهٔ آزمایشی و مفهومی مک‌دانل داگلاس اف-۱۵ اس‌تی‌اوال/ام‌تی‌دی (نسخه آزمایشی f-15)به‌کار رفته بود ولی هرگز به سرانجام نرسیدند. مهندسان آمریکایی این ویژگی را ناکارآمد و مربوط به نبرد سنتی خواندند و نیروی هوایی آمریکا تصمیم گرفت این پروژه را رها کرده و به مسائل دیگر بپردازد. دلیل رها کردن این پروژه، آن بود که مهندسان آمریکایی روش درگیری «فرای بُرد دید» (BVR) را در دستور کار قرار دادند. این روش به اینصورت است که درگیری از راه دور و در فاصلهٔ ۳۷ کیلومتری و بیشتر از ۳۷ کیلومتر انجام می‌شود و در چنین شرایطی نیازی به درگیری‌های هوایی به روش سنتی و تن به تن در آن وجود ندارد.

از سوی دیگر کشور روسیه این پژوهش‌ها را ادامه داد و در سال ۱۹۸۳ نخستین هواپیمای میگ-۲۹ روسیه با ویژگی جهت‌دهی رانش معرفی شد. شرکت میگ، یک عدد میگ-۲۹ام را با این ویژگی آزمایش کرد و نام آن را میگ-۲۹-OVT گذاشت. سپس این دانش طی ۱۳ سال تکمیل شد و درنهایت در سال ۱۹۹۶ در جنگندهٔ سوخو-۲۷ به طرزی بهینه و گسترده مورد بهره‌برداری قرار گرفت و امروزه بعنوان ویژگی استاندارد در همهٔ جنگنده‌های نسل چهار پلاس و پنج روسیه به‌کار می‌رود. با اینکه مکانیزم این فناوری در هواپیماهای روسی چندان روشن و عمومی نشده‌است، ولی به وضوح مشخص است که مهندسان روسی با بهره‌گیری از جهت‌دهی رانش، تغییراتی در فرایند پساواماندگی ایجاد کرده‌اند و توانستند مانور کبرا را اختراع کنند.

روسها با تکیه بر درگیری‌های نزدیک در سرعتهای کم به توسعهٔ هواپیماهای خود پرداختند که بتوانند در سرعت پایین، مانور بالایی داشته باشند که در تضاد با شیوهٔ غربی بود. شیوهٔ غربی به آن سو گرایش پیدا کرد که باید با حفظ انرژی جنبشی هواپیما در سرعتهای بالا، از راه دور با دشمن درگیر شد.

فناوری جهت‌دهی بردار رانش در چند هواپیمای پیش‌نمونه مورد آزمایش و بررسی قرار گرفت و در صنعت هوایی روسیه جنگندهٔ سوخو-۲۷ و در آمریکا جنگندهٔ اف-۲۲ رپتور نخستین هواپیماهایی بودند که با این فناوری به تولید انبوه رسیدند. سرانجام ایالات متحده آمریکا نیز این فناوری را ضروری ارزیابی کرد و مجبور شد جهت‌دهی رانش را در اف-۲۲ رپتور به کار بگیرد که البته نازل موتور اف-۲۲ تنها در راستای بردار Y (بالا و پایین) حرکت می‌کند. درحالیکه نازل موتور جنگنده‌های سوخو در راستای سه محور X - Y - Z حرکت می‌کنند.